# 15887 Дейвкларк
15887 Дейвкларк (15887 Daveclark) — астероїд головного поясу, відкритий 4 березня 1997 року.
Тіссеранів параметр щодо Юпітера — 3,201.